# Hilda de Anhalt-Dessau
La princesa Hilda de Anhalt-Dessau (Dessau, 13 de diciembre de 1839-Dessau , 22 de diciembre de 1926). fue un miembro de la realeza alemana, miembro de la casa soberana de Anhalt.

## Biografía
Fue la tercera de las hijas del matrimonio formado por el príncipe Federico Augusto de Anhalt-Dessau y la princesa María Luisa de Hesse[-Kassel]. Su padre era hijo de  Federico, príncipe heredero de Anhalt-Dessau y su mujer la landgravina Amalia de Hesse-Homburg. Por su parte, su madre era hija de príncipe Guillermo de Hesse-Kassel y de su esposa, la princesa Luisa Carlota de Dinamarca.
Tuvo dos hermanas mayores que contrajeron matrimonio con príncipes alemanes:
1. Adelaida María (1833-1916), casada en 1851 con Adolfo, último duque de Nassau y después, primer gran duque de Luxemburgo. De ella desciende la actual casa granducal de Luxemburgo.
2. Batilde Amalgunda (1837-1902), desposó el 30 de mayo de 1862 al príncipe Guillermo de Schaumburg-Lippe, hijo de Jorge Guillermo, príncipe (soberano) de Schaumburg-Lippe. La hija mayor del matrimonio, Carlota, se desposaría con Guillermo II, último rey de Wurtemberg.

Realizó junto con su madre y algunas de sus hermanas diversos viajes por Europa. Por ejemplo, hacia 1884, Hilda, su madre y Batilde, se encontraban en Florencia donde coincidieron con la familia de su prima la princesa María Adelaida de Cambridge, incluyendo a su hija María de Teck, que con el tiempo sería reina consorte del Reino Unido. En 1890 junto con su hermana Batilde visitan la estación balnearia de Bad Kissingen.
Hacia 1905 era su dama de compañía (hofdame) la baronesa von Heynitz.
Durante la Primera Guerra Mundial participó como cabeza en Dessau del Deutscher Krieger-Hilfsbund (Cuerpo Auxiliar de Guerra alemán). Esta organización estaba dedicada a la prestación de socorros a los soldados alemanes que volvían del frente en una situación precaria.
Hilda nunca contrajo matrimonio y moriría en Dessau en 1926.

## Títulos y tratamientos
Esta tabla aún no está actualizada. Puedes contribuir aportando información sobre títulos y tratamientos de esta persona.